# Товстухо, Василий Иванович
Васи́лий Ива́нович Товсту́хо (20 декабря 1920, дер. Орловка — 13 марта 1944) — Герой Советского Союза.

## Биография
Родился в деревне Орловка.
После окончания семи классов средней школы работал в колхозе. В Красной Армии с 1940 года. Окончил курсы младших лейтенантов.
С первых дней Великой Отечественной войны на фронте. Сражался на Юго-Западном, Западном, Калининском фронтах в звании старшего лейтенанта, комсорга полка.
В бою за село Чертово Калининской области РСФСР после гибели командира одной из рот принял командование на себя и продолжил бой.
13 марта 1944 года в бою за село Подберезье Псковской области обнаружил орудие противника и меткими выстрелами из ПТР уничтожил его, чем способствовал продвижению вперёд стрелкового подразделения. Погиб в этом бою.
Братская могила в центре деревни Чайки, Бояриновская волость, Себежский район, Псковская область.
Указом Президиума Верховного Совета СССР 24 мая 1945 года присвоено звание Героя Советского Союза посмертно.

## Письмо матери
В июне 1944 года на имя Марфы Петровны Товстухо с фронта пришло письмо.
Офицер, товарищ Василия, писал о том, каким был их сын, как он воевал.
«Деревня Орловка Саргатского района.
В нашей части руководителем комсомольской организации работал Ваш сын, гвардии старший лейтенант Василий Иванович Товстухо. Ваш сын был прекрасным войном-героем Красной Армии. Во всех боях он был среди наступающих бойцов и командиров, воодушевляя их пламенным большевистским словом. В одном из боёв Василий был ранен осколком мины в голову, но он не покинул поле боя, а заменил вышедшего из строя командира роты и повёл роту вперёд. В другом бою в критические минуты наш Василий организовал отражение контратаки немцев. Сам взял станковый пулемёт и уничтожил 18 гитлеровцев.
За проявленный героизм и отвагу, исключительное мужество в борьбе с немецкими захватчиками командование нашего соединения представило Вашего замечательного сына к присвоению звания Героя Советского Союза. У Вашего сына грудь украшали два ордена Красной Звезды, медаль „За отвагу“, гвардейский значок. Кроме того, он был представлен нами к награждению его орденом Красного Знамени.
Марфа Петровна, мы шлём вам фронтовое сердечное гвардейское спасибо за воспитание такого сына-героя. Мы очень сожалеем, что оборвалась его молодая жизнь. Мы будем мстить беспощадно за Василия до полного разгрома немецких захватчиков.
Гвардии ст. лейтенант Журавлев».
Это письмо было опубликовано в районной газете «Ленинская трибуна» 9 июня 1944 года.

## Награды
Награждён двумя орденами Красной Звезды и медалью «За отвагу».

## Память
- улица Василия Товстухо в Октябрьском районе города Омска (решение Омского городского совета № 207 от 5 мая 1965 года)[2]
- На родине героя установлена мемориальная доска

## Награды
- Герой Советского Союза;
- орден Ленина;
- орден Красного Знамени
- два ордена Красной Звезды;
- медаль «За отвагу».